# Тита (певица)
Христина Миленова Пенчева, по-известна с псевдонимът си Тита, е българска попфолк певица, актриса и фотомодел, става известна през 2014 г. след участието си във формата X Factor, заедно с Гери-Никол и Мишел Страмински. Тя е сред най-успешните модерни поп певици в България, като е особено популярна сред тийнейджърите.  
Тя е считана за една от най-ярките и влиятелни млади звезди на съвременната българска поп сцена. Известна с мощния си глас, модерна визия и сценично присъствие, Тита съчетава елементи от поп, R&B, трап и електронна музика в своя стил. След дебюта си в "X Factor България" през 2014 г., тя се утвърждава като културен феномен и вдъхновение за новото поколение, с редица хитове, които оглавяват музикалните класации и доминират дигиталните платформи. 

## Биография
Родена е на 19 юли 1999 г. в Тутракан. Майка ѝ Силвия Христова е от Главиница, а баща ѝ Милен Пенчев от Силистра. Живее със семейството си в Силистра и учи в езиковата гимназия „Пейо Яворов“ в града. Завършва през 2018 г.

## Кариера

### 2014 – 2015: X-Factor и Sweet 16
През 2014 г. Тита участва в българското реалити шоу The X Factor, явявайки се като солист, но по-късно съдиите формират женска група с нея, Гери-Никол и Мишел Страмински, наречена „Sweet 16“.

### 2016 – настояще: Adamand Records
На 6 октомври 2016 г. става първата изпълнителка, подписала договор с музикалната компания на Криско – „Adamand Records“. Първата ѝ песен е „Voodoo кукла“ и е в дует с Криско.
На 19 май 2017 г. излиза песента ѝ „Късай“. Няколко дни след издаването на втората ѝ песен, Тита е повикана за участие в главната роля в уеб сериала Следвай ме. Играе Бела, момиче от провинцията, което се мести в София и се сблъсква с проблеми в новото училище.
На 6 декември 2017 г. излиза третата ѝ песен, озаглавена „Антилопа“.
На 31 май 2018 г. излиза четвъртата ѝ песен, озаглавена „Photoshop“. На 11 септември 2018 г. излиза петата ѝ песен, която е в дует с Криско, „Искам да бъда с теб“.
На 21 януари 2019 г. издава колаборацията си с Боро Първи „Задната Седалка“. През 2019 г. Тита участва в седми сезон на Като две капки вода. На 30 юни 2019 г. излиза песента ѝ „Първа среща“. На 24 юли 2019 г. излиза колаборацията ѝ с Папи Ханс „Ти гониш“. На 2 август 2019 г. излиза „Моята песен“, която е обща с всички участници в The Coca Cola Happy Energy Tour 2019 (Михаела Маринова, Михаела Филева, Ева Пармакова, Йоана и др.). На 6 октомври 2019 г. излиза и парчето „Първият човек“, което е част от дебютния албум на певицата.
На 9 януари 2020 г. излиза първият ѝ албум „Аз съм Тита“.
На 10 януари 2020 г. излиза втората песен от албума ѝ, озаглавена „Минимумът“ с видеоклип.
На 1 май 2020 г. Тита пуска на пазара, в сътрудничество с Runners, своя лимитирана серия маратонки „Антилопа“.
На 9 май 2020 г. излиза деветият ѝ сингъл Vivaldi, в сътрудничество с Боро Първи.
На 16 май 2020 г. излиза ремикс на песента Vivaldi с участието на Криско. Озаглавен е Vivaldi II (REMIX).
На 13 май 2021 г. излиза първата ѝ попфолк песен „Да си траят“ с участието на Джена.
На 11 февруари 2022 г. излиза втората ѝ попфолк песен „Забравяй ме“, в дует с Фики.
На 5 август 2022 г. излиза третата ѝ попфолк песен „Шок“, в дует с Биляниш. Същата година е жури в „Звездите в нас“.

## Дискография  Антилопа

### Студийни албуми
- „Аз съм Тита“ (2020)

## Филмография
| Година      | Заглавие                | Роля    |             |
| ----------- | ----------------------- | ------- | ----------- |
| 2014 – 2015 | Екс Фактор България     | Себе си | Сезон 3     |
| 2017 – 2018 | Следвай ме (уеб сериал) | Бела    | 1 – 3 Сезон |
| 2019        | „Като две капки вода“   | Себе си | Сезон 7     |
| 2023        | Аферата Пикасо          | Ели     | [ 6 ]       |